# Christian Kandlbauer
Christian Kandlbauer (* 6. November 1987; † 21. Oktober 2010 in Graz) war ein Österreicher, der weltweit die erste Bionik-Armprothese erhielt.

## Leben
Kandlbauer absolvierte die Pflichtschule und begann anschließend eine Kfz-Mechanikerlehre. Im Zuge einer Mutprobe kletterte er im Herbst 2005 auf einen Strommast und geriet dabei in einen 20.000-Volt-Stromkreis. Als Folge wurde ihm daraufhin der linke Arm mit dem Schultergelenk sowie der rechte Arm mit dem Ellbogengelenk amputiert.
Nach dem Unfall erhielt Kandlbauer im Jahr 2007 zwei Prothesen. Die für den rechten Arm war eine „Standard-Prothese“, die zwei Elektroden und drei Gelenke hatte. Gesteuert wurde sie mit dem Bizeps und dem Trizeps des Oberarmstummels. Die für den linken Arm war eine Bionik-Prothese mit sechs Elektroden und drei Gelenken. Gesteuert wurde diese über die Nerven, die ursprünglich auch für den Arm zuständig waren. Dazu wurden diese Nerven in einer Operation mit mehreren Brustmuskeln verbunden, dadurch ist eine Steuerung nur mittels „Erinnerung“ (Gedanken) und eine simultane (gleichzeitige) Bewegung möglich. Über Sensoren werden dann die Gehirnimpulse der in die Brust transferierten Nerven aufgenommen, ausgewertet und an die Bionik-Prothese weitergeleitet.
Am 19. Oktober 2010 verunglückte er mit seinem PKW schwer und verstarb infolgedessen am 21. Oktober im LKH Graz.